# Tarnos
 Tarnos  (en occitano Tarnòs) es una población y comuna del departamento francés de las Landas. Está ubicada cerca del Océano Atlántico (dos playas vigiladas), en la desembocadura del río Adur que la separa de Anglet (Pirineos Atlánticos). 
Se encuentra unida a la población vecina de Boucau, comuna perteneciente al departamento de Pirineos Atlánticos, con la que forma un conjunto urbano. Ambas poblaciones forman parte de la aglomeración urbana (agglomération urbaine) de Bayona.
Su población municipal en 2007 era de 11 154 habitantes.
Limita al norte con Ondres y al este con Saint-Martin-de-Seignanx (ambos en Landas), al sur con Bayona y Boucau (ambos en Pirineos Atlánticos), y la desembocadura del río Adur, y al oeste con el océano Atlántico.

## Demografía
| 1 315 | 1 327 | 1 555 | 2 002 | 2 651 | 2 514 | 2 760 | 2 937 | 3 112 | 1 657 | 1 738 | 1 788 | 1 739 | 1 796 | 2 530 | 2 645 | 3 071 | 3 617 | 3 630 | 3 774 | 3 902 | 4 087 | 4 250 | 4 012 | 3 911 | 4 255 | 4 813 | 5 054 | 6 959 | 8 219 | 9 099 | 10 076 | 11 154 |
| Para los censos de 1962 a 1999 la población legal corresponde a la población sin duplicidades (Fuente: INSEE [Consultar]) |       |       |       |       |       |       |       |       |       |       |       |       |       |       |       |       |       |       |       |       |       |       |       |       |       |       |       |       |       |       |        |        |

## Personajes ligados a la comuna
- Dominique Arnaud, corredor ciclista
- Guy Dolhats, corredor ciclista
- ZAZ, cantante francesa que fue una de los cuatro cantantes de una orquesta de variedades vasca de siete personas en Tarnos

Vicent Milou, skateboarder destacado mundialmente